# Arrecife
Arrecife è un comune spagnolo di 55 673 abitanti situato nella comunità autonoma delle Canarie, nell'isola di Lanzarote.

## Storia
Le prime notizie di Arrecife sono datate XV secolo, quando era un piccolo villaggio di pescatori. Il nome, poi dato come Arrecifes, si riferisce alle scogliere vulcaniche nere dietro la quale le barche potevano nascondersi, protetti dagli improvvisi attacchi dei pirati.
Verso la fine del XVI secolo, l'insediamento iniziò a crescere in risposta ad un bisogno di alloggio e lo stoccaggio per sostenere crescita del commercio tra i mondi vecchi e nuovi. La prima chiesa fu costruita in quel momento, consacrata dal primo vescovo di Arrecife, San Ginés. La crescente prosperità ha aumentato l'attrattività della città come obiettivo di un pirata: nel 1571 un famigerato pirata di nome Dogan saccheggiò e quasi completamente distrusse la cittadina portuale.
Nel 1964 Arrecife è diventato il sito del primo impianto di dissalazione di acqua di mare di Lanzarote, che era ancora operativo nel 2010.
Nel 1981 avvenne il naufragio della nave da carico Telamon, che si arenò in una baia vicino al paese.

### Simboli
Lo stemma di Arrecife è stato approvato con decreto del Consiglio dei ministri del 25 ottobre 1962.
Nella prima partizione è rappresentato lo stemma della famiglia Herrera, marchesi di Lanzarote, titolo nobiliare indicato dalla corona che timbra lo scudo. Nella seconda, il falco pescatore simboleggia i legami tradizionali della popolazione con il mare e la pesca. Il fatto che questo animale a volte muoia annegato, trascinato in acqua dalla sua preda, è visto come un simbolo del tributo che i marinai pagano al mare che dà loro sostentamento.

## Densità popolazione
| Anno | Popolazione |
| ---- | ----------- |
| 2001 | 45,549      |
| 2002 | 48,253      |
| 2003 | 50,785      |
| 2013 | 55,673      |
| 2018 | 61,351      |

## Galleria d'immagini

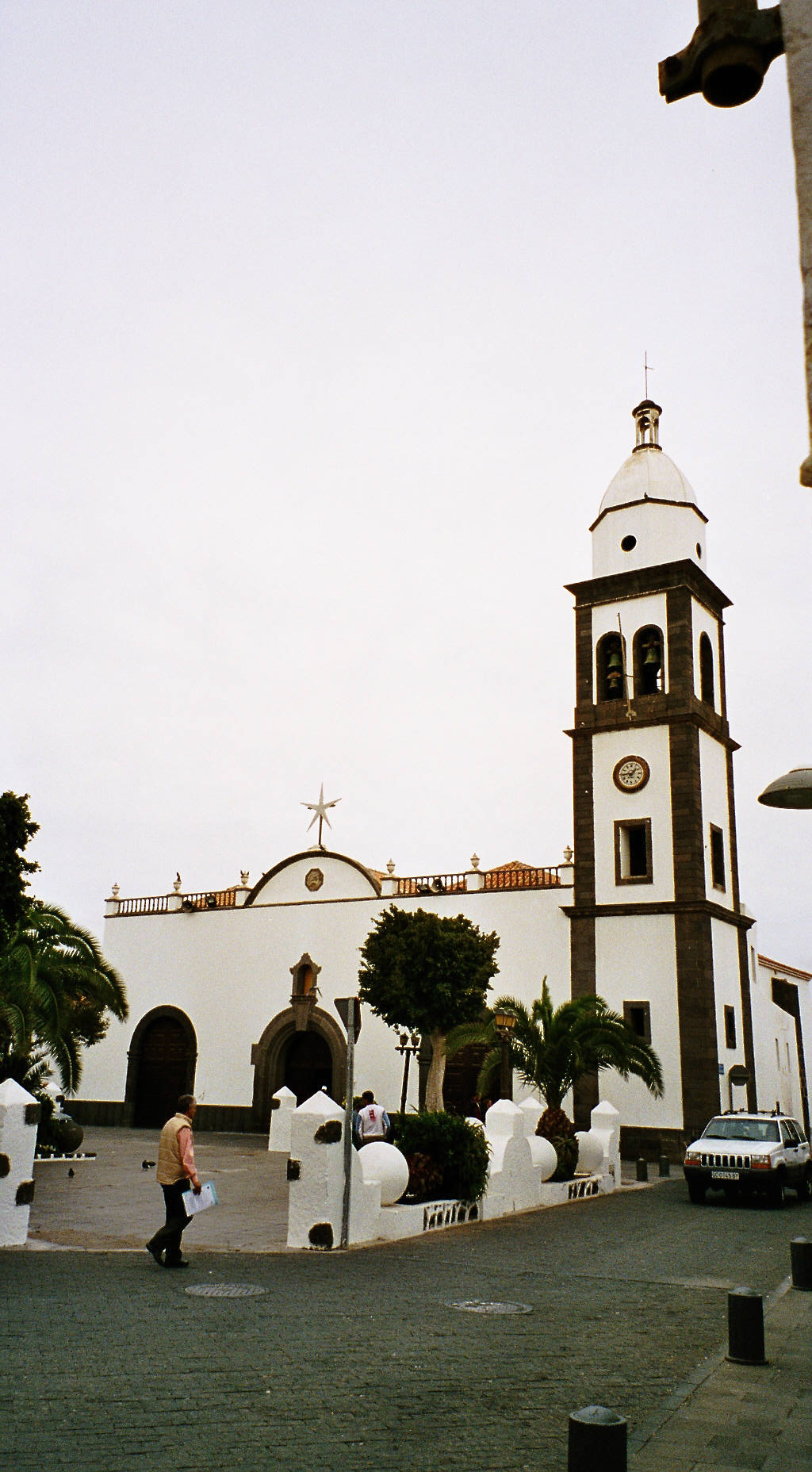
Chiesa
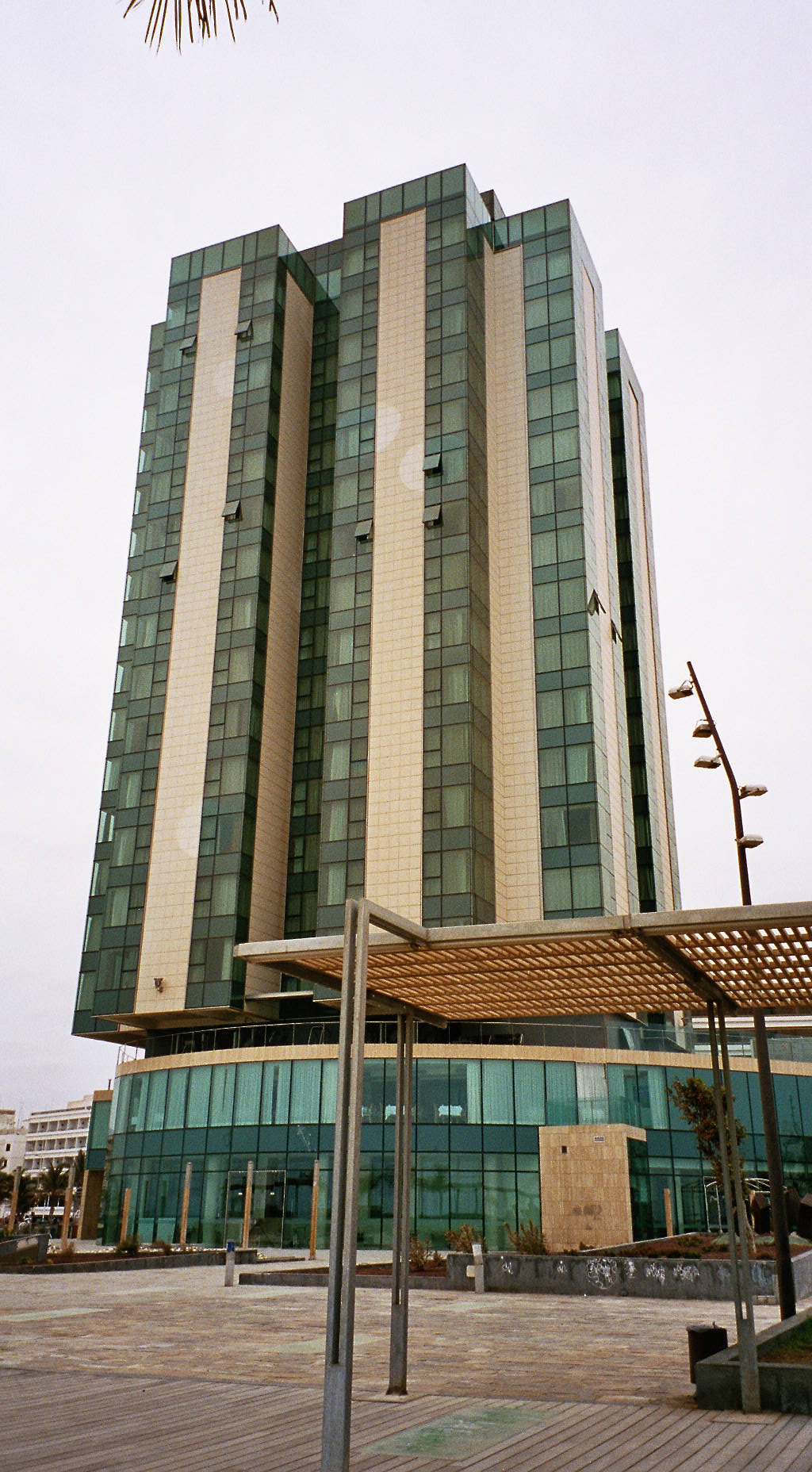
The Gran Hotel Arrecife
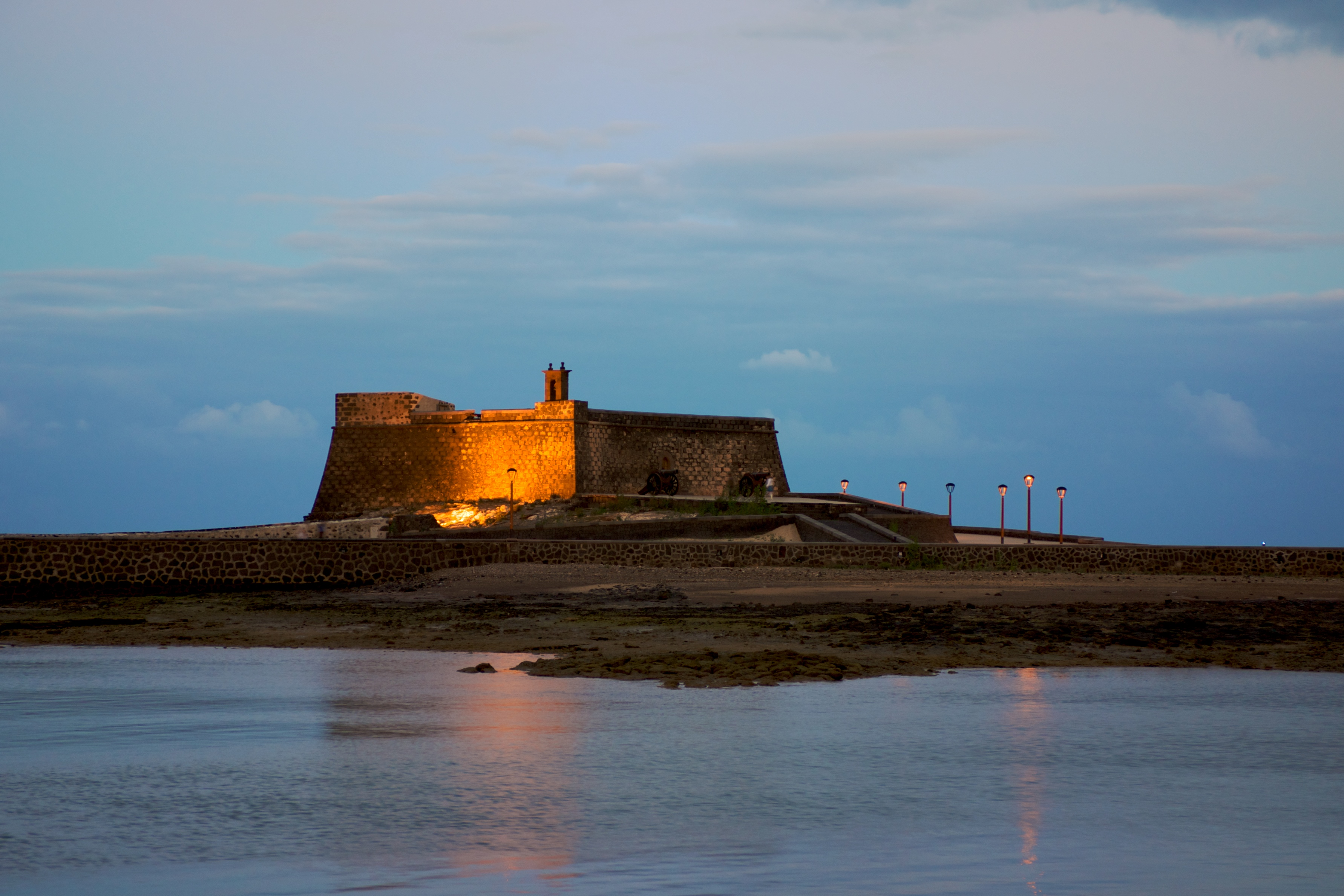
Castello di San Gabriel